# Грабович, Григорий
Григорий Грабо́вич (укр. Юрій Григорій Грабович, в американских источниках Джордж Грабович, англ. George G. Grabowicz, в украинских источниках Григорий Юлиевич Грабович, укр. Григорій Юлійович Грабович; род. 12 октября 1943, Краков) — американский историк литературы украинского происхождения, специалист по украинской литературе.

## Биография
Детские годы провёл в лагере для перемещённых лиц в Берхтесгадене, начал учиться в школе в Мюнхене. С 1952 года живёт в США. Окончил школу в Уэст-Хейвене (1961) и Йельский университет (1965), где среди его учителей были Гарольд Блум, Виктор Эрлих, Мэйнард Мак и другие заметные учёные. В 1965—1966 гг. благодаря фулбрайтовскому гранту стажировался в Ягеллонском университете в Кракове. Затем продолжил образование на кафедре сравнительного литературоведения Гарвардского университета (1966—1971) под руководством полониста Виктора Вейнтрауба, занимался также украинистикой под руководством Омельяна Прицака. В 1975 году там же защитил докторскую диссертацию «Между историей и мифом: восприятие казацкого прошлого в польской, русской и украинской романтической литературе» (англ. Between History and Myth: Perceptions of the Cossack Past in Polish, Russian, and Ukrainian Romantic Literature).
С 1975 года преподаёт в Гарвардском университете, с 1983 года профессор. В 1983—1988 гг. заведовал отделением славянских языков и литератур. В 1989—1996 гг. возглавлял Украинский научный институт Гарвардского университета. В 1989 году выступил одним из инициаторов создания Международной ассоциации украинистов, в 1990—1993 гг. её первый президент. В 1997 году основал киевский журнал литературной критики и эссеистики «Критика». В 2012—2018 гг. председатель Научного общества имени Шевченко в США, в дальнейшем вице-председатель.

## Творчество
На становление Грабовича как учёного оказали наибольшее влияние идеи его учителя Гарольда Блума и Романа Ингардена, чью монографию «Литературное произведение» он в 1973 году перевёл с польского языка на английский, снабдив также основательной вступительной статьёй. В дальнейшем научное мировоззрение Грабовича складывалось в русле идей структурализма и психоанализа. Некоторые важные общие идеи Грабовича относительно украинской литературы были сформулированы им уже в 1977 году, когда он выступил с масштабной концептуальной критикой «Истории украинской литературы» Дмитрия Чижевского, в особенности указывая на непродуктивность имманентного исследования литературы вне её социального и политического контекста.
Серия работ Грабовича, посвящённых жизни и творчеству Тараса Шевченко, носила, как указывает Т. И. Гундорова, новаторский для украинистики характер, обосновывая, в первую очередь, тезис о рождении в поэзии Шевченко украинского национального мифа. Первая книга Грабовича о Шевченко, «Поэт как мифотворец. Исследование символических значений у Тараса Шевченко» (англ. The Poet as Mythmaker. A Study of Symbolic Meaning in Taras Ševčenko), вышла в США в 1982 году и была дважды (1991, 1998) переиздана в Украине в переводе Соломии Павлычко. Как отмечал Юрий Шевелёв, уже ранние работы Грабовича, наряду со статьями Леонида Плюща, сделали «шевченковедение и самого Шевченко снова живыми, современными нам, противоречивыми». Грабович выявляет в творчестве Шевченко глубинную структуру в понимании К. Леви-Стросса, интерпретируя весь корпус украинской поэзии Шевченко (в противоположность его русскоязычной прозе) как выстраивание милленаристской утопии идеального общества. Последующие шевченковедческие работы Грабовича, составившие сборник «Шевченко, которого мы не знаем» (укр. Шевченко, якого не знаємо; 2000, расширенное издание 2014), сочетают в себе психоаналитические поиски травматических оснований индивидуальной поэтики и исследование судьбы шевченковского наследия в свете рецептивной эстетики. Отдельную монографию Грабович посвятил поэме Шевченко «Гайдамаки» (укр. Шевченкові «Гайдамаки»: Поема і Критика; 2013). Грабовичем подготовлено двухтомное издание критических откликов на произведения Шевченко (2013—2016), в 2014 году он выступил куратором юбилейной выставки к 200-летию Шевченко в Украинском музее в Нью-Йорке.
В двух сборниках статей, «К истории украинской литературы» (англ. Toward a history of Ukrainian literature; 1981) и «Тексты и маски» (укр. Тексти і маски; 2005), Грабович затронул широкий круг украинских авторов разных эпох, от Иоанна Вишенского до Миколы Хвылевого и Игоря Костецкого.
В 1990-е гг. опубликовал ряд публицистических статей о проблемах гуманитарного образования в Украине, резко критикуя советизированную образовательную систему страны.

## Награды
Почётный доктор Киевского университета (1997). В 2004 году был удостоен независимой украинской гуманитарной награды Орден «За интеллектуальную отвагу», в 2008 году — американской Премии фонда Антоновичей за вклад в украинскую культуру. К 70-летию учёного Украинским научным институтом был выпущен фестшрифт «Жнива» (с укр. — «Жатва»), в предисловии к которому подчёркивалась конфликтная, провокативная миссия учёного, подрывающего своими исследованиями традиционный тематический, социологический, национальный подход к каноническим фигурам.
В 2015 году Институт литературы имени Т. Г. Шевченко Национальной академии наук Украины выдвинул Грабовича на соискание Национальной премии Украины имени Тараса Шевченко за вышедшие в 2013—2014 гг. книги о Шевченко. В ответ на это ультраправое националистическое движение «Правый сектор» выпустило заявление с протестом:
Лицо, которое в своих псевдонаучных штудиях всячески пытается не только нивелировать значимость Поэта-пророка, но и принизить его человеческое достоинство, недостойно, по нашему убеждению, этой государственной награды. <…> Г. Грабович в своих писаниях описывает Т. Шевченко как гомосексуалиста, как самопротиворечивого «мифотворца», «шамана», антигосударственника, «популиста», богоборца, маргинала, космополита. Именно этот выдуманный исследователем шевченковский «миф» будто бы «оставил сомнительное социально-политическое наследие» и «фатально» привёл к гипертрофированию «эмоциональных и блокированию рациональных видов мышления». Возможно ли, чтобы этот заокеанский извращенец получил премию имени того, кого он с такой ненавистью пытается «десакрализовать»?
Оригинальный текст (укр.)Особа ж, котра у своїх псевдонаукових студіях всіляко намагається знівелювати не тільки значущість Поета-пророка, але й принизити його людську гідність — не варта, на наше переконання, цієї державної відзнаки. <…> Г. Грабович у своїх писаннях окреслює Т. Шевченка як гомосексуаліста, як самосуперечливого «міфотворця», «шамана», антидержавника, «популіста», богоборця, маргінала, космополіта. Саме отой вигаданий дослідником шевченківський «міф» начебто «залишив сумнівну соціально-політичну спадщину» й «фатально» спричинив до гіпертрофування «емоційних та блокування раціональних видів мислення». Чи гоже аби цей заокеанський покруч отримав премію імені того, кого він з такою ненавистю намагається «десакралізувати»?

С аналогичным открытым письмом протеста выступила группа деятелей культуры и науки, в том числе Валерий Шевчук, Виталий Дончик, Игорь Калинец, Юрий Мушкетик, Роман Горак, Любомир Медвидь: как утверждалось в этом письме, шевченковедческие исследования Грабовича «последовательно разрушают гуманитарную ауру нации».
Другие деятели украинской культуры выступили в защиту Грабовича. Так, поэт и публицист Николай Рябчук назвал нападки на учёного «рейдерским наездом», основанным на совершенном непонимании его работ, и подчеркнул, что выдвижение Грабовича на соискание Шевченковской премии — бо́льшая честь для премии, чем для номинанта, связав данную общественную кампанию с общей антилиберальной активностью националистического крыла в украинском обществе. Конфликт вокруг Грабовича интерпретировался и как столкновение традиционализма и модерности в украинской культуре. Поэт Олег Коцарев подчеркнул, что перевод научных разногласий в политическую плоскость — опасный симптом подталкивания украинского общества к идеологической цензуре.
Лауреатом Национальной премии имени Шевченко Григорий Грабович стал в 2022 году за цикл статей о поэте Павле Тычине.